# Felenne
Felenne (en wallon Felene) est une section de la ville belge de Beauraing située en Wallonie dans la province de Namur.  
C'était une commune à part entière avant la fusion des communes de 1977.
Le village est isolé sur les hauteurs de Meuse en bordure immédiate de la frontière française.

## Géographie
Felenne est un village isolé entièrement entouré par des bois. Il est situé le long de la frontière française. Les villages les plus proches sont Winenne (Belgique), en direction de Beauraing, et Landrichamps (France, en allant vers Givet), sont chacun à 7 km par la route.
Felenne est à 2 km à vol d'oiseau de la centrale nucléaire de Chooz.

## Évolution démographique
- Source: DGS, 1831 à 1970=recensements population, 1976= habitants au 31 décembre

## Histoire
Jackie Pley travaille à récolter les éléments de l'histoire locale.

## Économie
Forêts, Chasses, Fermes d'élevage.

## Personnalité
- Henri Piérard (1893-1975), prêtre assomptionniste et évêque de Beni (Congo) est né à Felenne.